# Dmitri Konovalov
Dmitri Konovalov (în rusă Дмитрий Петрович Коновалов; n. 10/22 martie 1856 – d. 6 ianuarie 1929) a fost un chimist rus cunoscut pentru teoremele Gibbs-Konovalov referitor la echilibrul interfazic.